# Umm el Tlel
Koordinaten: 35° 10′ 0″ N, 38° 43′ 0″ O
Als Umm el Tlel, seltener auch Tell Oumn Teil, wird eine ins frühe Mittelpaläolithikum datierte archäologische Fundstätte im Nordosten Syriens bezeichnet, die zum Fundkomplex von El Kowm gehört. Neben Umm el Tlel zählen dazu vor allem die südlicher gelegenen Fundstätten von Hummal und Ain Juwal sowie das westlich gelegene Nadaouiyeh Aïn Askar. In Umm el Tlel wurde zwischen 1991 und 2010 gegraben, wobei insgesamt 6 m mächtige 89 Schichten zu Tage traten. 29 von diesen Schichten wurden dem Jungpaläolithikum zugeordnet, 3 zu Übergangsschichten, wie dem Ahmarien, und 57 dem Moustérien und damit dem Mittelpaläolithikum.

## Grabungen und Datierungen
Systematische Grabungen begannen in Umm el Tlel 1994 im Rahmen der dauerhaften französischen Mission in El Kowm unter der Leitung von Eric Boëda und Sultan Muhesen von den Universitäten Nanterres und Damaskus. Eric Boëda, der sich 1987 dem Archäologenteam in El Kowm angeschlossen hatte, wurde zum wichtigsten Ausgräber für die Fundstätte Um el Tlel, aber auch für El Meirah. Dort wurde der Afrikanische Esel von den Jäger-und-Sammler-Gruppen als Nahrungs- und Rohstoffquelle genutzt, wie ein Skelettfund eines Esels in Umm el Tlel erwies. Im dritten Halswirbel fand sich eine gebrochene Levalloisspitze.
1997 wurde die Fundstätte auf 40.500 v. Chr. datiert. Die Moustérienschichten entstammen der Zeit zwischen 75.000 und 45.000 vor heute. Die Produktion von Klingen ließ sich bis etwa 40.000 v. Chr. nachweisen. Insgesamt wurden bis 2004 über 100 Schichten mit einer Gesamtmächtigkeit von 12 m unterschieden.

## Klimatische Bedingungen
Die Schichten lassen sich zu Gruppen zusammenfassen. In Complex V13, so Christophe Griggo, ließen sich dabei acht Schichten nachweisen, in denen Kamele 80 % und Pferde 15 % der Knochen stellten. Dabei weist das weitgehende Fehlen bestimmter Knochen, etwa des Schädels, darauf hin, dass bei Kamelen nur die fleischreicheren Körperteile in die Stätte eingetragen wurden, während bei Pferden die gesamte Beute heimgebracht wurde. Es handelte sich also um eine Schlachtstätte, in der Jagdbeute zerlegt wurde. Hingegen handelt es sich bei Schicht V2βa, wo wiederum Pferde dominieren, um eine Wohnstätte (living site).
Bei Complex V11 handelt es sich um eine fast reine Kamelknochenanhäufung. Ein Viertel der Knochen stammt von Jungtieren. Die Jagdbeute wurde also vor Ort insofern verarbeitet, als die fleischreichen Teile herausgetrennt und dann fortgebracht wurden. Nur zehn Flintartefakte weisen auf eine extrem geringe Steinbearbeitung und Weiterverarbeitung der Jagdbeute hin. Es handelte sich also wohl um ein Jagdlager.

## Tierische Überreste, Jagdspektrum
Die tierischen Überreste sind für den Nahen Osten einmalig. Kamele und Pferde stellen in allen Schichten einen erheblichen Teil der Jagdbeute. Auch wurden Gazellen, Antilopen, Flusspferde und Straußen erbeutet. In den Moustérienschichten lassen sich vier Gruppen unterscheiden. In sechs Schichten des geologischen Komplexes V13' wurden nur Überreste von Steppenbewohnern entdeckt. Kamele stellen mehr als 80 % der Fundstücke. Geringe Mengen von Gazellen-, Antilopen-, Straußen- und Auerochsenknochen (letztere wohl aus Anatolien zugewandert) wurden entdeckt. Diese Arten sind überwiegend mit einem sehr trockenen Klima zu verbinden.
Schicht V12a ist gleichfalls von Steppenbewohnern dominiert, jedoch herrscht hier die Gazelle mit einem Anteil von über 65 % vor. Dies weist auf ein kühleres Klima hin. Die beiden Schichten des geologischen Komplexes V11 bargen wiederum ausschließlich Kamele, ein klarer Hinweis auf sehr trockenes Klima. Im geologischen Komplex V2 fanden sich vorrangig Pferde, erstmals verbunden mit Flusspferdüberresten. Kamel und Gazelle finden sich gleichfalls. Insgesamt weist dies auf eine feuchtere Phase hin.

## Bitumen, Kompositwerkzeuge
Bekannter wurde der Grabungsort durch die Entdeckung von Bitumen, der als Klebstoff eingesetzt wurde. Jüngst ließ sich dies bereits für die Zeit vor etwa 70.000 Jahren belegen. Mit dieser Klebetechnik wurde die Herstellung von Kompositwerkzeugen möglich. Nur im italienischen Visogliano sind derartige Spuren noch sehr viel älter. So stammen die Feuerspuren aus Sauerstoff-Isotopenstufe MIS 11 oder 13, was etwa einem Alter von 427.000 bis 528.000 Jahren entspricht.